# 上泉泰綱
上泉泰綱（生年不詳－1600年11月4日）是日本戰國時代至江戶時代前期的武將。會津一刀流始祖。
出身有諸多説法，通説父親是有名劍豪上泉信綱的嫡男秀胤。

## 經歷
生年不詳。在仕於後北條氏的父親秀胤在第2次國府台合戰中戰死後，繼任家督。在後北條氏於小田原征伐中戰敗後，成為浪人。
慶長5年（1600年），在關原之戰前，於上杉景勝強化軍備時，受其請求仕官，於是成為上杉氏的家臣，並被置於直江兼續配下。在長谷堂城之戰中，與最上氏的武將志村光安戰鬥，最後敗死。

## 子孫
迎志駄義秀的兒子為婿養子。死後，養子繼承3百石，並改名為上泉秀富。以後子孫成為米澤藩藩士。子孫有大日本帝國海軍中將上泉德彌。

## 登場作品
小說
- （1976，作者：山田風太郎）
- （中的短編）（實業之日本社（日语：実業之日本社）（後來文庫），2009，作者：火坂雅志（日语：火坂雅志））

## 外部連結
- 武家家伝＿上泉(大胡)氏 （页面存档备份，存于）